# Wonambi
Trăn Úc (Danh pháp khoa học: Wonambi) là một chi trăn đã tuyệt chủng ở Úc gồm hai loài Wonambi barriei và Wonambi naracoortensis thuộc họ Madtsoiidae (cũng đã tuyệt chủng). Chúng sống trong kỷ nguyên Pliocene tại Úc.

## Đặc điểm
Loài trăn Úc khổng lồ này dài tới 4,5 mét nhưng lại thiếu đi sự linh hoạt đặc trưng của chiếc hàm rắn hiện nay. Các loài rắn có khớp xương hàm linh động để có thể nuốt trọn con mồi có kích thước lớn hơn., trong khi ở thằn lằn thì không thể. Với đặc điểm trung gian giữa trăn rắn và thằn lằn, loài trăn úc Wonambi không thể thích nghi và đã tuyệt chủng cách đây 40.000 năm. 